# Franz von der Wenge
Franz Ferdinand Lambert Nicolaus Freiherr von der Wenge zu Enckingmühlen und Dieck (* 23. August 1707; † 5. September 1788) entstammte der westfälischen Linie der Familie von der Wenge und war seit 1736 Domkapitular des Hochstiftes Münster und seit 1765 Kanoniker des Kollegiatstiftes St. Mauritz vor Münster

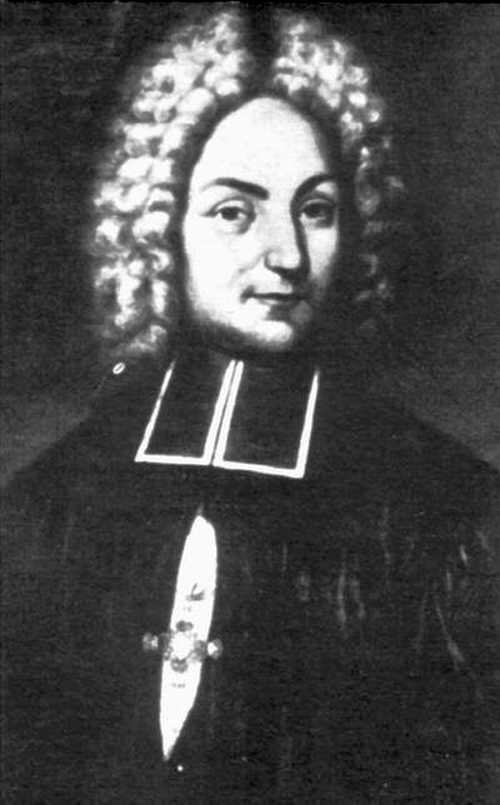
Franz von Der Wenge

Am 25. Februar 1741 beantragte er beim Erzbischof zu Köln die Genehmigung zum Suchen und Graben von Eisengestein zwischen Osterfeld und Buer im Vest. Am 13. Juli 1753 erteilte Clemens August, Kurfürst und Erzbischof zu Köln und Herr im Vest Recklinghausen, die „Concession“ zur Erbauung einer Eisenschmelzhütte für Franz Ferdinand von der Wenge. 1754 wurde mit dem Bau der St.-Antony-Hütte begonnen. Am 18. Oktober 1758 begann die Verhüttung in den ersten Hochöfen des Ruhrgebietes. 1771 verpachtete von der Wenge die Hütte. Nach seinem Tod wurde sie von seinen Erben verkauft und gehörte ab 1808 zur Gutehoffnungshütte. 
Begraben wurde er vermutlich in der Stiftskirche Maria in der Not zu Essen-Stoppenberg.